# Campeonato Europeu de Voleibol Feminino de 2019
O Campeonato Europeu de Voleibol Feminino de 2019 foi a 31ª edição deste torneio bianual que reúne as principais seleções europeias de voleibol feminino. A Confederação Europeia de Voleibol (CEV) foi a responsável pela organização do campeonato. A Sérvia conquistou seu terceiro título continental e a oposta Tijana Bošković foi eleita pela segunda edição consecutiva a MPV do torneio.

## Fase de grupos
|  | Qualificado para as Oitavas de Final |

### Grupo A
Os horários obedecem ao Horário de Verão do Leste Europeu (UTC+3)
|     |           |     | Jogos | Jogos | Jogos | Sets | Sets | Sets  | Pontos | Pontos | Pontos |
| Pos | Equipe    | Pts | T     | V     | D     | V    | P    | R     | V      | P      | R      |
| --- | --------- | --- | ----- | ----- | ----- | ---- | ---- | ----- | ------ | ------ | ------ |
| 1   | Sérvia    | 15  | 5     | 5     | 0     | 15   | 3    | 5,000 | 431    | 358    | 1.204  |
| 2   | Turquia   | 11  | 5     | 4     | 1     | 13   | 6    | 2.167 | 440    | 373    | 1.180  |
| 3   | Bulgária  | 7   | 5     | 2     | 3     | 10   | 9    | 1.111 | 405    | 393    | 1.031  |
| 4   | Grécia    | 6   | 5     | 2     | 3     | 6    | 10   | 0.600 | 330    | 374    | 0.882  |
| 5   | Finlândia | 4   | 5     | 1     | 4     | 6    | 13   | 0.462 | 394    | 428    | 0.921  |
| 6   | França    | 2   | 5     | 1     | 4     | 5    | 14   | 0.357 | 363    | 437    | 0.831  |

| Data   | Hora  |              | Placar |             | Set 1 | Set 2 | Set 3 | Set 4 | Set 5 | Total  | Relatório |
| ------ | ----- | ------------ | ------ | ----------- | ----- | ----- | ----- | ----- | ----- | ------ | --------- |
| 23 ago | 14:30 | ' França'    | 3–2    | Bulgária    | 25–20 | 13–25 | 25–15 | 19–25 | 15–13 | 97–98  | 97–98     |
| 23 ago | 17:00 | ' Sérvia'    | 3–0    | Finlândia   | 25–17 | 25–15 | 25–17 |       |       | 75–49  | 75–49     |
| 23 ago | 20:00 | ' Turquia'   | 3–0    | Grécia      | 25–21 | 25–18 | 25–8  |       |       | 75–47  | 75–47     |
| 24 ago | 17:00 | França       | 0–3    | ' Grécia'   | 12–25 | 21–25 | 21–25 |       |       | 54–75  | 54–75     |
| 24 ago | 19:30 | Finlândia    | 2–3    | ' Turquia'  | 24–26 | 15–25 | 25–20 | 25–21 | 10–15 | 99–107 | 99–107    |
| 25 ago | 17:00 | Bulgária     | 1–3    | ' Sérvia'   | 25–16 | 21–25 | 20–25 | 16–25 |       | 82–91  | 82–91     |
| 25 ago | 19:30 | ' Grécia'    | 3–1    | Finlândia   | 26–24 | 15–25 | 25–21 | 27–25 |       | 93–95  | 93–95     |
| 26 ago | 17:00 | França       | 1–3    | ' Sérvia'   | 19–25 | 13–25 | 25–17 | 23-25 |       | 80–67  | 80–92     |
| 26 ago | 19:30 | ' Turquia'   | 3–1    | Bulgária    | 25–21 | 25–11 | 20–25 | 25-18 |       | 95–57  | 95–75     |
| 27 ago | 17:00 | ' Finlândia' | 3–1    | França      | 25–21 | 25–14 | 22–25 | 25-18 |       | 97–60  | 97–78     |
| 27 ago | 19:30 | Grécia       | 0–3    | ' Bulgária' | 22–25 | 17–25 | 17–25 |       |       | 56–75  | 56–75     |
| 28 ago | 17:00 | ' Sérvia'    | 3–0    | Grécia      | 25–21 | 25–17 | 25–21 |       |       | 75–59  | 75–59     |
| 28 ago | 19:30 | França       | 0–3    | ' Turquia'  | 19–25 | 19–25 | 16–25 |       |       | 54–75  | 54–75     |
| 29 ago | 17:00 | ' Bulgária'  | 3–0    | Finlândia   | 25–14 | 25–21 | 25–19 |       |       | 75–54  | 75-54     |
| 29 ago | 19:30 | Turquia      | 1–3    | ' Sérvia'   | 25–23 | 19–25 | 22–25 | 22-25 |       | 88–73  | 88-98     |

### Grupo B
Os horários obedecem ao Horário de Verão da Europa Central (UTC+2)
|     |           |     | Jogos | Jogos | Jogos | Sets | Sets | Sets  | Pontos | Pontos | Pontos |
| Pos | Equipe    | Pts | T     | V     | D     | V    | P    | R     | V      | P      | R      |
| --- | --------- | --- | ----- | ----- | ----- | ---- | ---- | ----- | ------ | ------ | ------ |
| 1   | Itália    | 13  | 5     | 4     | 1     | 14   | 3    | 4.667 | 399    | 295    | 1.353  |
| 2   | Polônia   | 12  | 5     | 4     | 1     | 14   | 6    | 2.333 | 453    | 377    | 1.202  |
| 3   | Bélgica   | 11  | 5     | 4     | 1     | 12   | 6    | 2,000 | 420    | 361    | 1.163  |
| 4   | Eslovênia | 5   | 5     | 2     | 3     | 6    | 11   | 0.545 | 341    | 377    | 0.905  |
| 5   | Ucrânia   | 4   | 5     | 1     | 4     | 6    | 12   | 0.500 | 343    | 407    | 0.843  |
| 6   | Portugal  | 0   | 5     | 0     | 5     | 1    | 15   | 0.067 | 260    | 399    | 0.652  |

| Data   | Hora  |              | Placar |              | Set 1 | Set 2 | Set 3 | Set 4 | Set 5 | Total   | Relatório |
| ------ | ----- | ------------ | ------ | ------------ | ----- | ----- | ----- | ----- | ----- | ------- | --------- |
| 23 ago | 14:00 | ' Bélgica'   | 3–0    | Ucrânia      | 25–10 | 25–19 | 25–22 |       |       | 75–51   | 75–51     |
| 23 ago | 17:30 | ' Itália'    | 3–0    | Portugal     | 25–15 | 25–14 | 25–13 |       |       | 75–42   | 75–42     |
| 23 ago | 20:30 | ' Polônia'   | 3–0    | Eslovênia    | 25–12 | 25–22 | 25–23 |       |       | 75–57   | 75–57     |
| 24 ago | 18:00 | ' Bélgica'   | 3–0    | Eslovênia    | 25–13 | 25–21 | 25–20 |       |       | 75–54   | 75–54     |
| 24 ago | 20:30 | Portugal     | 0–3    | ' Polônia'   | 14–25 | 16–25 | 11–25 |       |       | 41–75   | 41–75     |
| 25 ago | 18:00 | ' Eslovênia' | 3–0    | Portugal     | 25–21 | 25–20 | 25–9  |       |       | 75–50   | 75–50     |
| 25 ago | 21:00 | Ucrânia      | 0–3    | ' Itália'    | 16–25 | 18–25 | 10–25 |       |       | 44–75   | 44–75     |
| 26 ago | 18:00 | ' Itália'    | 3–0    | Bélgica      | 25–18 | 25–21 | 25–23 |       |       | 75–62   | 75–62     |
| 26 ago | 20:30 | ' Polônia'   | 3–1    | Ucrânia      | 20–25 | 25–11 | 25–22 | 25-15 |       | 95–58   | 95–73     |
| 27 ago | 18:00 | Portugal     | 1–3    | ' Bélgica'   | 13–25 | 26–24 | 20–25 | 11-25 |       | 70–74   | 70–99     |
| 27 ago | 20:30 | ' Itália'    | 3–0    | Eslovênia    | 27–25 | 25–8  | 25–17 |       |       | 77–50   | 77–50     |
| 28 ago | 17:30 | ' Bélgica'   | 3–2    | Polônia      | 20–25 | 27–25 | 20–25 | 25-21 | 17-15 | 109–75  | 109–111   |
| 28 ago | 20:00 | Ucrânia      | 2–3    | ' Eslovênia' | 25–22 | 21–25 | 25–18 | 21–25 | 8–15  | 100–105 | 100–105   |
| 29 ago | 18:00 | Portugal     | 0–3    | ' Ucrânia'   | 22–25 | 15–25 | 20–25 |       |       | 57–75   | 57–75     |
| 29 ago | 20:30 | Polônia      | 2–3    | ' Itália'    | 25–14 | 19–25 | 13–25 | 25–21 | 15–12 | 97–97   | 97–97     |

### Grupo C
Os horários obedecem ao Horário de Verão da Europa Central (UTC+2)
|     |               |     | Jogos | Jogos | Jogos | Sets | Sets | Sets  | Pontos | Pontos | Pontos |
| Pos | Equipe        | Pts | T     | V     | D     | V    | P    | R     | V      | P      | R      |
| --- | ------------- | --- | ----- | ----- | ----- | ---- | ---- | ----- | ------ | ------ | ------ |
| 1   | Países Baixos | 15  | 5     | 5     | 0     | 15   | 0    | MAX   | 375    | 251    | 1.494  |
| 2   | Azerbaijão    | 10  | 5     | 4     | 1     | 12   | 7    | 1.714 | 426    | 388    | 1.098  |
| 3   | Croácia       | 10  | 5     | 3     | 2     | 11   | 8    | 1.375 | 443    | 422    | 1.050  |
| 4   | Romênia       | 6   | 5     | 2     | 3     | 7    | 11   | 0.636 | 386    | 437    | 0.883  |
| 5   | Hungria       | 3   | 5     | 1     | 4     | 4    | 12   | 0.333 | 348    | 379    | 0.918  |
| 6   | Estônia       | 1   | 5     | 0     | 5     | 4    | 15   | 0.267 | 360    | 461    | 0.781  |

| Data   | Hora  |                  | Placar |                  | Set 1 | Set 2 | Set 3 | Set 4 | Set 5 | Total   | Relatório |
| ------ | ----- | ---------------- | ------ | ---------------- | ----- | ----- | ----- | ----- | ----- | ------- | --------- |
| 23 ago | 15:00 | Croácia          | 2–3    | ' Azerbaijão'    | 13–25 | 25–20 | 25–22 | 24–26 | 15–17 | 102–110 | 102–110   |
| 23 ago | 18:00 | ' Países Baixos' | 3–0    | Romênia          | 25–21 | 25–18 | 25–9  |       |       | 75–48   | 75–48     |
| 23 ago | 20:30 | ' Hungria'       | 3–0    | Estônia          | 25–15 | 25–17 | 25–15 |       |       | 75–47   | 75–47     |
| 24 ago | 18:00 | Estônia          | 1–3    | ' Croácia'       | 18–25 | 17–25 | 28–26 | 12–25 |       | 75–101  | 75–101    |
| 24 ago | 20:30 | ' Romênia'       | 3–1    | Hungria          | 25–23 | 21–25 | 26–24 | 25–22 |       | 97–94   | 97–94     |
| 25 ago | 15:30 | Azerbaijão       | 0–3    | ' Países Baixos' | 15–25 | 23–25 | 23–25 |       |       | 61–75   | 61–75     |
| 25 ago | 18:00 | Estônia          | 1–3    | ' Romênia'       | 23–25 | 32–30 | 19–25 | 21–25 |       | 95–105  | 95–105    |
| 26 ago | 18:00 | ' Países Baixos' | 3–0    | Croácia          | 25–16 | 25–18 | 25–23 |       |       | 75–57   | 75–57     |
| 26 ago | 20:30 | Hungria          | 0–3    | ' Azerbaijão'    | 21–25 | 15–25 | 22–25 |       |       | 58–75   | 58–75     |
| 27 ago | 18:00 | ' Países Baixos' | 3–0    | Estônia          | 25–18 | 25–12 | 25–10 |       |       | 75–40   | 75–40     |
| 27 ago | 20:30 | Romênia          | 1–3    | ' Croácia'       | 21–25 | 25–23 | 18–25 | 22–25 |       | 86–98   | 86–98     |
| 28 ago | 15:30 | ' Azerbaijão'    | 3–2    | Estônia          | 25–20 | 18–25 | 25–22 | 22–25 | 15–11 | 105–103 | 105–103   |
| 28 ago | 18:00 | ' Croácia'       | 3–0    | Hungria          | 25–20 | 25–23 | 35–33 |       |       | 85–76   | 85–76     |
| 29 ago | 15:30 | Romênia          | 0–3    | ' Azerbaijão'    | 15–25 | 14–25 | 21–25 |       |       | 50–75   | 50–75     |
| 29 ago | 18:00 | Hungria          | 0–3    | ' Países Baixos' | 17–25 | 13–25 | 15–25 |       |       | 45–75   | 45–75     |

### Grupo D
Os horários obedecem ao Horário de Verão da Europa Central (UTC+2)
|     |              |     | Jogos | Jogos | Jogos | Sets | Sets | Sets  | Pontos | Pontos | Pontos |
| Pos | Equipe       | Pts | T     | V     | D     | V    | P    | R     | V      | P      | R      |
| --- | ------------ | --- | ----- | ----- | ----- | ---- | ---- | ----- | ------ | ------ | ------ |
| 1   | Alemanha     | 14  | 5     | 5     | 0     | 15   | 4    | 3.750 | 444    | 381    | 1.165  |
| 2   | Rússia       | 13  | 6     | 4     | 2     | 14   | 3    | 4.667 | 409    | 304    | 1.345  |
| 3   | Eslováquia   | 8   | 5     | 3     | 2     | 10   | 8    | 1.250 | 389    | 402    | 0.968  |
| 4   | Espanha      | 5   | 5     | 2     | 3     | 7    | 12   | 0.583 | 415    | 446    | 0.930  |
| 5   | Suíça        | 4   | 5     | 1     | 4     | 5    | 13   | 0.385 | 375    | 428    | 0.876  |
| 6   | Bielorrússia | 1   | 5     | 0     | 5     | 4    | 15   | 0.267 | 378    | 449    | 0.842  |

| Data   | Hora  |               | Placar |               | Set 1 | Set 2 | Set 3 | Set 4 | Set 5 | Total   | Relatório |
| ------ | ----- | ------------- | ------ | ------------- | ----- | ----- | ----- | ----- | ----- | ------- | --------- |
| 23 ago | 14:30 | Suíça         | 0–3    | ' Alemanha'   | 16–25 | 19–25 | 21–25 |       |       | 56–75   | 56–75     |
| 23 ago | 17:00 | Bielorrússia  | 0–3    | ' Rússia'     | 24–26 | 16–25 | 22–25 |       |       | 62–76   | 62–76     |
| 23 ago | 20:00 | ' Eslováquia' | 3–0    | Espanha       | 26–24 | 29–27 | 25–18 |       |       | 80–69   | 80–69     |
| 24 ago | 17:30 | ' Alemanha'   | 3–1    | Espanha       | 15–25 | 25–19 | 31–29 | 25–18 |       | 96–91   | 96–91     |
| 24 ago | 20:00 | Suíça         | 0–3    | ' Eslováquia' | 20–25 | 16–25 | 22–25 |       |       | 58–75   | 58–75     |
| 25 ago | 17:30 | ' Espanha'    | 3–1    | Bielorrússia  | 25–22 | 25–22 | 15–25 | 25–17 |       | 90–86   | 90–86     |
| 25 ago | 20:00 | ' Rússia'     | 3–0    | Suíça         | 28–26 | 25–19 | 25–9  |       |       | 78–54   | 78–54     |
| 26 ago | 17:30 | ' Alemanha'   | 3–2    | Rússia        | 18–25 | 25–21 | 25-23 | 14-25 | 15-11 | 97–46   | 97–105    |
| 26 ago | 20:00 | ' Eslováquia' | 3–2    | Bielorrússia  | 22–25 | 22–25 | 25–17 | 25–18 | 16–14 | 110–99  | 110–99    |
| 27 ago | 17:30 | ' Espanha'    | 3–2    | Suíça         | 22–25 | 21–25 | 26–24 | 25–22 | 15–13 | 109–109 | 109–109   |
| 27 ago | 20:00 | ' Alemanha'   | 3–1    | Eslováquia    | 25–22 | 26–28 | 25–18 | 25–21 |       | 101–89  | 101–89    |
| 28 ago | 17:30 | ' Rússia'     | 3–0    | Espanha       | 25–15 | 25–19 | 25–22 |       |       | 75–56   | 75–56     |
| 28 ago | 20:00 | ' Alemanha'   | 3–0    | Bielorrússia  | 25–10 | 25–15 | 25–15 |       |       | 75–40   | 75–40     |
| 29 ago | 17:30 | ' Suíça'      | 3–1    | Bielorrússia  | 19–25 | 25–18 | 29–27 | 25–21 |       | 98–91   | 98–91     |
| 29 ago | 20:00 | Eslováquia    | 0–3    | ' Rússia'     | 14–25 | 9–25  | 12–25 |       |       | 35–75   | 35–75     |

## Fase final
- Todos os horários da Turquia obedecem ao Horário da Europa Oriental (UTC+3).

- Todos os horários da Polônia, Hungria e Eslováquia obedecem ao Horário da Europa Central (UTC+2).

|  | Oitavas-de-final                       | Oitavas-de-final                |                                 |   | Quartas-de-final | Quartas-de-final |                                 |                                 | Semifinais | Semifinais |  |  | Final | Final |
|  |                                        |                                 |                                 |   |                  |                  |                                 |                                 |            |            |  |  |       |       |
|  | 1 de setembro – Ankara, Turquia        |                                 |                                 |   |                  |                  |                                 |                                 |            |            |  |  |       |       |
|  |                                        |                                 |                                 |   |                  |                  |                                 |                                 |            |            |  |  |       |       |
|  | Sérvia                                 | 3                               |                                 |   |                  |                  |                                 |                                 |            |            |  |  |       |       |
|  | Sérvia                                 | 3                               | 4 de setembro – Ankara, Turquia |   |                  |                  |                                 |                                 |            |            |  |  |       |       |
|  | Romênia                                | 0                               |                                 |   |                  |                  |                                 |                                 |            |            |  |  |       |       |
|  | Romênia                                | 0                               | Sérvia                          | 3 |                  |                  |                                 |                                 |            |            |  |  |       |       |
|  | 1 de setembro – Budapeste, Hungria     |                                 | Sérvia                          | 3 |                  |                  |                                 |                                 |            |            |  |  |       |       |
|  |                                        | Bulgária                        | 0                               |   |                  |                  |                                 |                                 |            |            |  |  |       |       |
|  | Azerbaijão                             | Bulgária                        | 0                               | 0 |                  |                  |                                 |                                 |            |            |  |  |       |       |
|  | Azerbaijão                             |                                 | 7 de setembro – Ankara, Turquia | 0 |                  |                  |                                 |                                 |            |            |  |  |       |       |
|  | Bulgária                               | 3                               |                                 |   |                  |                  |                                 |                                 |            |            |  |  |       |       |
|  | Bulgária                               | 3                               | Sérvia                          | 3 |                  |                  |                                 |                                 |            |            |  |  |       |       |
|  | 1 de setembro – Bratislava, Eslováquia |                                 | Sérvia                          | 3 |                  |                  |                                 |                                 |            |            |  |  |       |       |
|  |                                        | Itália                          | 1                               |   |                  |                  |                                 |                                 |            |            |  |  |       |       |
|  | Itália                                 | Itália                          | 1                               | 3 |                  |                  |                                 |                                 |            |            |  |  |       |       |
|  | Itália                                 | 4 de setembro – Łódź, Polônia   |                                 | 3 |                  |                  |                                 |                                 |            |            |  |  |       |       |
|  | Eslováquia                             | 0                               |                                 |   |                  |                  |                                 |                                 |            |            |  |  |       |       |
|  | Eslováquia                             | 0                               | Itália                          | 3 |                  |                  |                                 |                                 |            |            |  |  |       |       |
|  | 1 de setembro – Bratislava, Eslováquia |                                 | Itália                          | 3 |                  |                  |                                 |                                 |            |            |  |  |       |       |
|  |                                        | Rússia                          | 1                               |   |                  |                  |                                 |                                 |            |            |  |  |       |       |
|  | Rússia                                 | Rússia                          | 1                               | 3 |                  |                  |                                 |                                 |            |            |  |  |       |       |
|  | Rússia                                 |                                 | 8 de setembro – Ankara, Turquia | 3 |                  |                  |                                 |                                 |            |            |  |  |       |       |
|  | Bélgica                                | 1                               |                                 |   |                  |                  |                                 |                                 |            |            |  |  |       |       |
|  | Bélgica                                | 1                               | Sérvia                          | 3 |                  |                  |                                 |                                 |            |            |  |  |       |       |
|  | 1 de setembro – Ankara, Turquia        |                                 | Sérvia                          | 3 |                  |                  |                                 |                                 |            |            |  |  |       |       |
|  |                                        | Turquia                         | 2                               |   |                  |                  |                                 |                                 |            |            |  |  |       |       |
|  | Turquia                                | Turquia                         | 2                               | 3 |                  |                  |                                 |                                 |            |            |  |  |       |       |
|  | Turquia                                | 4 de setembro – Ankara, Turquia |                                 | 3 |                  |                  |                                 |                                 |            |            |  |  |       |       |
|  | Croácia                                | 2                               |                                 |   |                  |                  |                                 |                                 |            |            |  |  |       |       |
|  | Croácia                                | 2                               | Turquia                         | 3 |                  |                  |                                 |                                 |            |            |  |  |       |       |
|  | 1 de setembro – Budapeste, Hungria     |                                 | Turquia                         | 3 |                  |                  |                                 |                                 |            |            |  |  |       |       |
|  |                                        | Países Baixos                   | 0                               |   |                  |                  |                                 |                                 |            |            |  |  |       |       |
|  | Países Baixos                          | Países Baixos                   | 0                               | 3 |                  |                  |                                 |                                 |            |            |  |  |       |       |
|  | Países Baixos                          |                                 | 7 de setembro – Ankara, Turquia | 3 |                  |                  |                                 |                                 |            |            |  |  |       |       |
|  | Grécia                                 | 0                               |                                 |   |                  |                  |                                 |                                 |            |            |  |  |       |       |
|  | Grécia                                 | 0                               | Turquia                         | 3 |                  |                  |                                 |                                 |            |            |  |  |       |       |
|  | 1 de setembro – Łódź, Polônia          |                                 | Turquia                         | 3 |                  |                  |                                 |                                 |            |            |  |  |       |       |
|  |                                        | Polônia                         | 1                               |   | Terceiro Lugar   | Terceiro Lugar   |                                 |                                 |            |            |  |  |       |       |
|  | Polônia                                | Polônia                         | 1                               | 3 | Terceiro Lugar   | Terceiro Lugar   |                                 |                                 |            |            |  |  |       |       |
|  | Polônia                                | 4 de setembro – Łódź, Polônia   | 4 de setembro – Łódź, Polônia   | 3 |                  |                  | 8 de setembro – Ankara, Turquia | 8 de setembro – Ankara, Turquia |            |            |  |  |       |       |
|  | Espanha                                | 4 de setembro – Łódź, Polônia   | 4 de setembro – Łódź, Polônia   | 0 |                  |                  | 8 de setembro – Ankara, Turquia | 8 de setembro – Ankara, Turquia |            |            |  |  |       |       |
|  | Espanha                                | Polônia                         | 3                               | 0 | Itália           | 3                |                                 |                                 |            |            |  |  |       |       |
|  | 1 de setembro – Łódź, Polônia          | Polônia                         | 3                               |   | Itália           | 3                |                                 |                                 |            |            |  |  |       |       |
|  |                                        | Alemanha                        | 2                               |   | Polônia          | 0                |                                 |                                 |            |            |  |  |       |       |
|  | Alemanha                               | Alemanha                        | 2                               | 3 | Polônia          | 0                |                                 |                                 |            |            |  |  |       |       |
|  | Alemanha                               |                                 |                                 | 3 |                  |                  |                                 |                                 |            |            |  |  |       |       |
|  | Eslovênia                              | 0                               |                                 |   |                  |                  |                                 |                                 |            |            |  |  |       |       |
|  | Eslovênia                              | 0                               |                                 |   |                  |                  |                                 |                                 |            |            |  |  |       |       |

### Oitavas-de-final
| Data  | Hora  |                  | Placar |             | Set 1 | Set 2 | Set 3 | Set 4 | Set 5 | Total   | Relatório |
| ----- | ----- | ---------------- | ------ | ----------- | ----- | ----- | ----- | ----- | ----- | ------- | --------- |
| 1 set | 15:30 | 'Rússia '        | 3–1    | Bélgica     | 25–22 | 25–15 | 21–25 | 25–22 |       | 96–84   | 96–84     |
| 1 set | 16:00 | 'Países Baixos ' | 3–0    | Grécia      | 25–21 | 25–23 | 25–12 |       |       | 75–56   | 75–56     |
| 1 set | 17:00 | 'Sérvia '        | 3–0    | Romênia     | 25–20 | 25–17 | 25–23 |       |       | 75–60   | 75–60     |
| 1 set | 18:00 | 'Alemanha '      | 3–0    | Eslovênia   | 25–21 | 25–15 | 25–20 |       |       | 75–56   | 75–56     |
| 1 set | 18:00 | 'Itália '        | 3–0    | Eslováquia  | 25–20 | 25–23 | 25–20 |       |       | 75–63   | 75–63     |
| 1 set | 18:30 | Azerbaijão       | 0–3    | ' Bulgária' | 12–25 | 16–25 | 23–25 |       |       | 51–75   | 51–75     |
| 1 set | 19:30 | 'Turquia '       | 3–2    | Croácia     | 26–24 | 18–25 | 31–33 | 25–22 | 16–14 | 116–118 | 116–118   |
| 1 set | 20:30 | 'Polônia '       | 3–0    | Espanha     | 25–20 | 25–20 | 25–19 |       |       | 75–59   | 75–59     |

### Quartas-de-final
| Data  | Hora  |            | Placar |               | Set 1 | Set 2 | Set 3 | Set 4 | Set 5 | Total  | Relatório |
| ----- | ----- | ---------- | ------ | ------------- | ----- | ----- | ----- | ----- | ----- | ------ | --------- |
| 4 set | 17:00 | 'Sérvia '  | 3–0    | Bulgária      | 25–19 | 25–18 | 28–26 |       |       | 78–63  | 78–63     |
| 4 set | 18:00 | 'Itália '  | 3–1    | Rússia        | 25–27 | 25–22 | 27–25 | 25–21 |       | 102–95 | 102–95    |
| 4 set | 19:30 | 'Turquia ' | 3–0    | Países Baixos | 25–20 | 25–22 | 25–20 |       |       | 75–62  | 75–62     |
| 4 set | 20:30 | 'Polônia ' | 3–2    | Alemanha      | 22–25 | 25–16 | 25–19 | 17–25 | 15–11 | 104–96 | 104–96    |

### Semifinais
| Data  | Hora  |            | Placar |         | Set 1 | Set 2 | Set 3 | Set 4 | Set 5 | Total | Relatório |
| ----- | ----- | ---------- | ------ | ------- | ----- | ----- | ----- | ----- | ----- | ----- | --------- |
| 7 set | 17:00 | 'Sérvia '  | 3–1    | Itália  | 25–22 | 25–21 | 21–25 | 25–20 |       | 96–88 | 96–88     |
| 7 set | 19:30 | 'Turquia ' | 3–1    | Polônia | 25–17 | 25–16 | 14–25 | 25–18 |       | 89–76 | 89–76     |

### Terceiro lugar
| Data  | Hora  |           | Placar |         | Set 1 | Set 2 | Set 3 | Set 4 | Set 5 | Total | Relatório |
| ----- | ----- | --------- | ------ | ------- | ----- | ----- | ----- | ----- | ----- | ----- | --------- |
| 8 set | 17:00 | 'Itália ' | 3–0    | Polônia | 25–23 | 25–20 | 26–24 |       |       | 76–67 | 76–67     |

### Final
| Data  | Hora  |           | Placar |         | Set 1 | Set 2 | Set 3 | Set 4 | Set 5 | Total   | Relatório |
| ----- | ----- | --------- | ------ | ------- | ----- | ----- | ----- | ----- | ----- | ------- | --------- |
| 8 set | 19:30 | 'Sérvia ' | 3–2    | Turquia | 21–25 | 25–21 | 25–21 | 22–25 | 15–13 | 108–105 | 108–105   |

## Classificação Final
| Colocação | Time          |
| --------- | ------------- |
| 1         | Sérvia        |
| 2         | Turquia       |
| 3         | Itália        |
| 4         | Polônia       |
| 5         | Países Baixos |
| 6         | Alemanha      |
| 7         | Rússia        |
| 8         | Bulgária      |
| 9         | Bélgica       |
| 10        | Azerbaijão    |
| 11        | Croácia       |
| 12        | Eslováquia    |
| 13        | Romênia       |
| 14        | Grécia        |
| 15        | Espanha       |
| 16        | Eslovênia     |
| 17        | Ucrânia       |
| 18        | Finlândia     |
| 19        | Suíça         |
| 20        | Hungria       |
| 21        | França        |
| 22        | Bielorrússia  |
| 22        | Estônia       |
| 24        | Portugal      |

## Prêmios individuais
A seleção do campeonato foi composta pelos seguintes jogadores:
- MVP (Most Valuable Player):  Tijana Bošković